# 謝爾本鎮區 (明尼蘇達州萊昂縣)
謝爾本鎮區（英語：Shelburne Township）是位於美國明尼蘇達州萊昂縣的一個行政鎮區，於1879年設立。

## 地方資料
謝爾本鎮區的面積為93.06平方千米，當中陸地面積為90.16平方千米，而水域面積為2.90平方千米。根據2020年美國人口普查的數據，當地共有人口189人，而人口密度為每平方千米2.03人。